# Espectacle de carrer

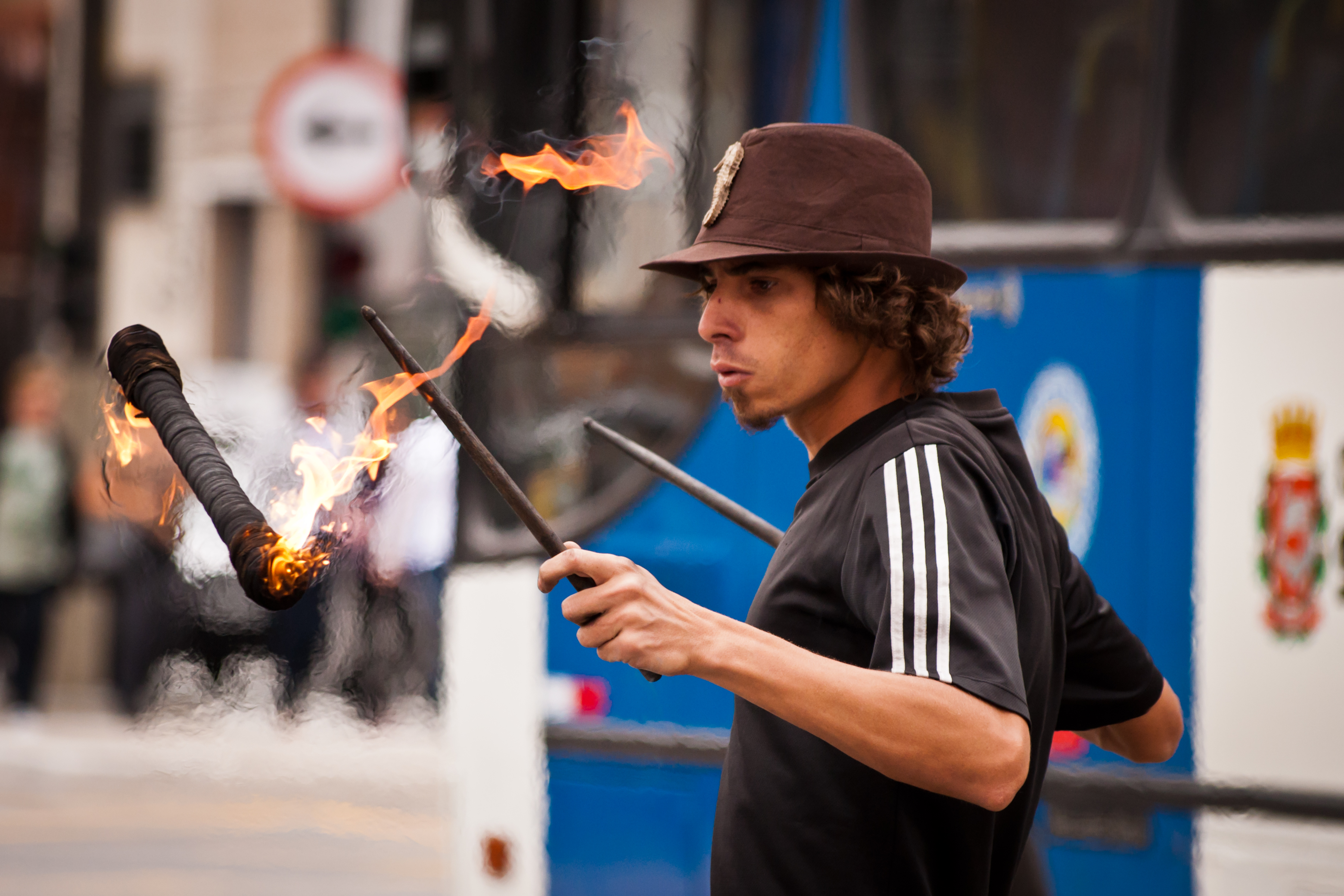
Jocs malabars amb torxes pels carrers de São Paulo.

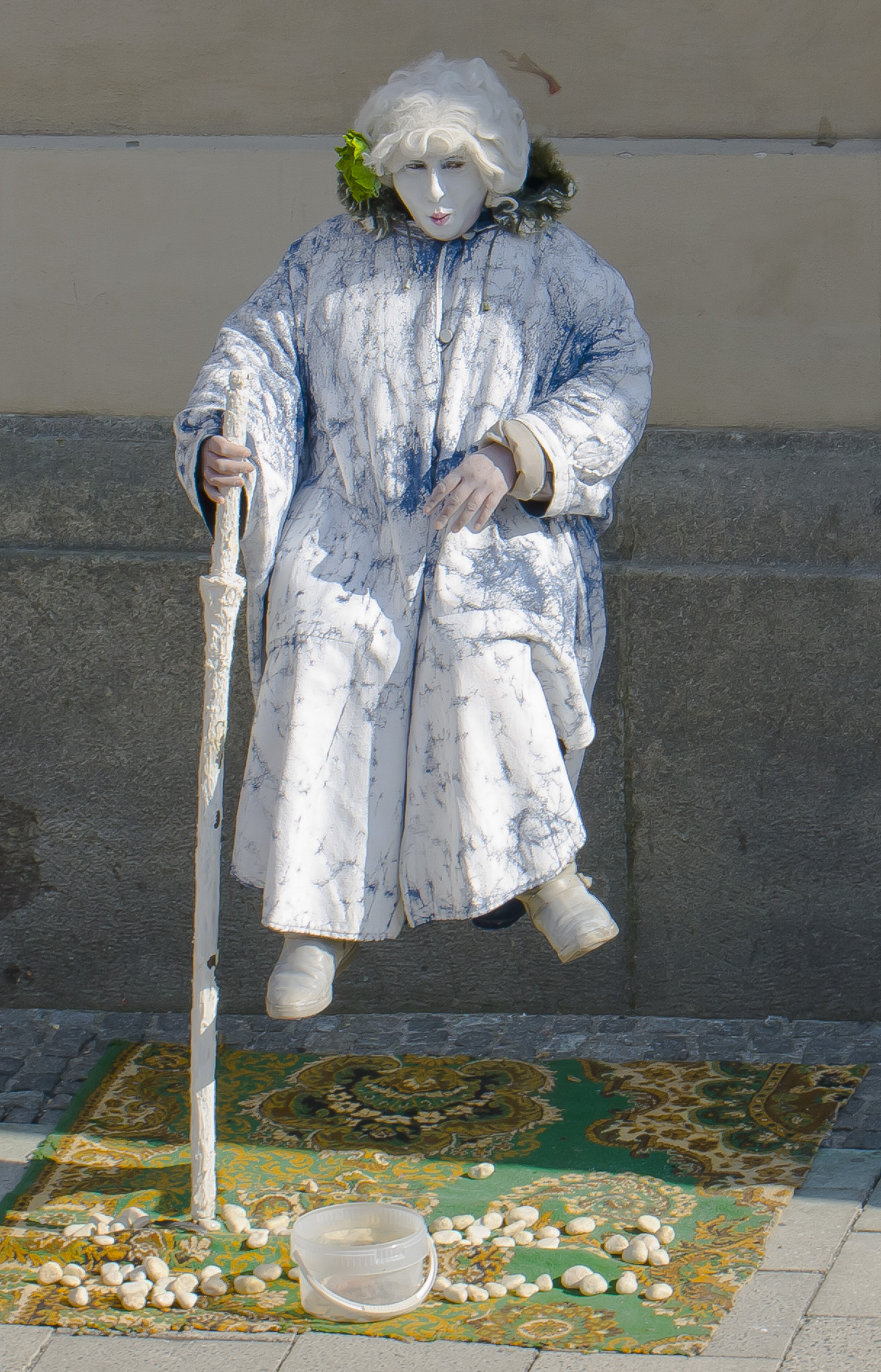
Artista de carrer a Múnic (Alemanya).

Un espectacle de carrer fa referència a qualsevol tipus d'atracció, servei o representació d'activitats que puguin atreure, entretenir o interessar a un públic ocasional, oferts al carrer o en un espai públic: acrobàcies, titelles, contorsionisme, malabarismes, animals ensinistrats (gossos ballarins, ocells cantors, micos, etc), trucs amb naips (incloses les estafes), trilers, llegir la mà i altres mètodes d'endevinar la fortuna, dibuixar retrats o caricatures, mim i imitacions, comèdia, ball, empassar-se foc o espases, teatre de carrer, música de carrer i moltes altres activitats més o menys espectaculars i atractives.
L'ús del concepte "acte de carrer" pot ser molt variat i obert. Objectivament, actuacions de carrer també ho són: els concerts en els templets dels parcs, les rondes nocturnes de l'estudiantina o els mariatxis, les murgues i altres espectacles paral·lels i inclosos en l'activitat de carrer del Carnestoltes.

## Etimologia i curiositats
En l'actualitat també es coneix aquest tipus d'actuació amb el seu nom anglosaxó Busking. El terme "busking" va aparèixer en el Regne Unit cap a l'any 1860.
El verb "to busk", de la paraula "busker", ve de la paraula espanyola "buscar", – els buskers són artistes que busquen fama i fortuna. La paraula "buscar" prové del terme Indo-Europeu "bhudh-skō" (guanyar, conquistar).